# Étienne Gaboury
Pour les articles homonymes, voir Gaboury.
Étienne Gaboury, né le 24 avril 1930 à Bruxelles près de Winnipeg au Manitoba et mort le 14 octobre 2022, est un architecte canadien d'origine franco-manitobaine.

## Biographie
Étienne Gaboury obtient un baccalauréat en latin et en philosophie au Collège universitaire de Saint-Boniface en 1953 et un baccalauréat en architecture de l'Université du Manitoba en 1958. Il étudie également à l'École nationale supérieure des beaux-arts de Paris, où il verra les œuvres de Le Corbusier, qui sera pour lui une grande influence.
De retour au Manitoba, il fonde avec Denis Lussier et Frank Sigurdson une agence d'architecture à Winnipeg.
Il devient membre de l'Association manitobaine des d'architectes le 7 mars 1961.
Il est le père de Lise Gaboury-Diallo, auteure et professeure titulaire à l'Université de Saint-Boniface.
Étienne Gaboury meurt le 14 octobre 2022 à l'âge de 92 ans.

## Monuments et autres réalisations architecturales

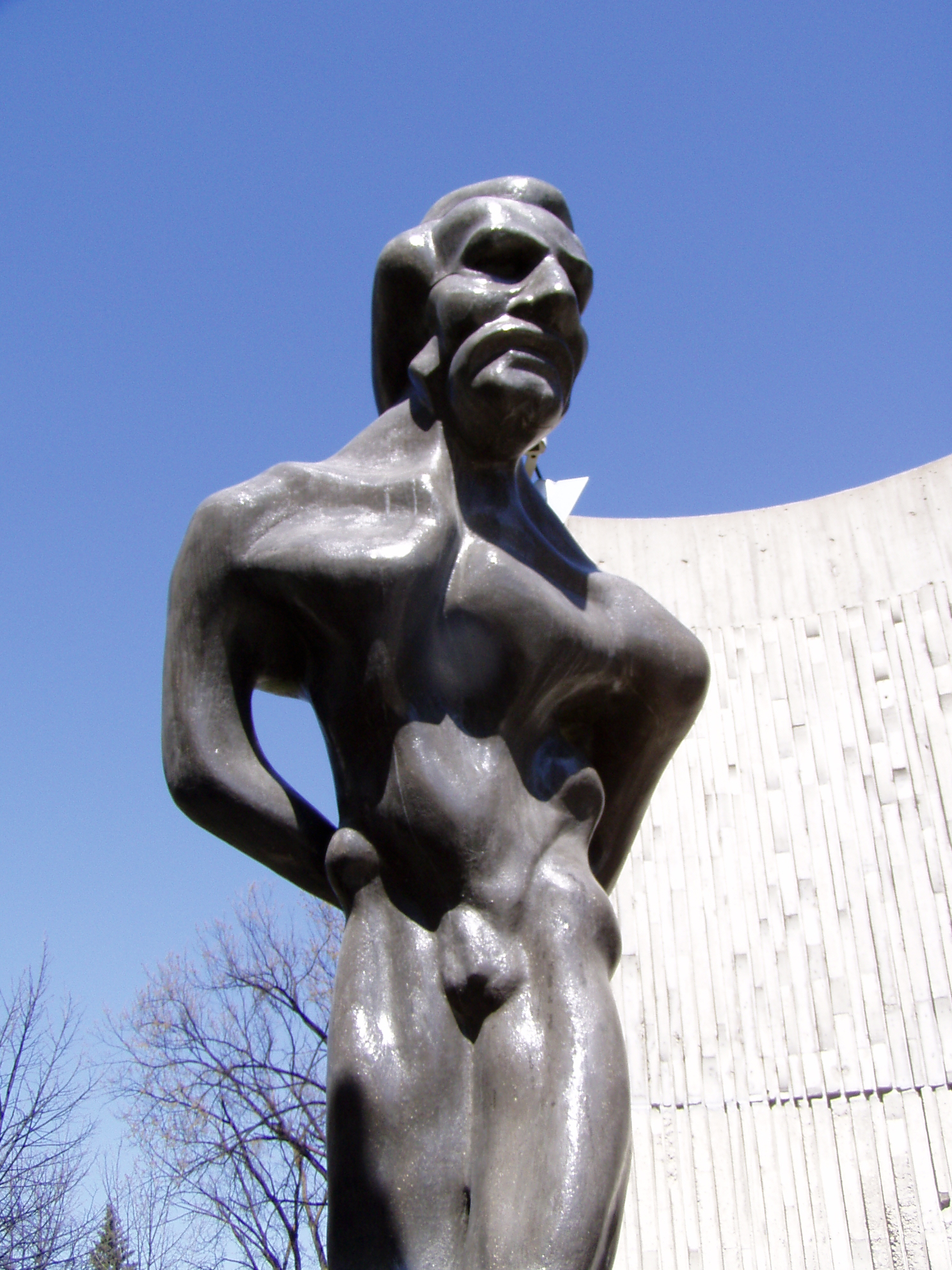
Statue de Louis Riel par Marcien Lemay, avec ajout des murailles par Étienne Gaboury.

Étienne Gaboury conçut plus de trois cents projets architecturaux dans le monde, notamment l'ambassade du Canada à Mexico en 1981.
Il réalisa le bâtiment de la Monnaie royale canadienne situé à Winnipeg en 1975, la nouvelle cathédrale Saint-Boniface (1972), ainsi que le pont à haubans piétonnier de l'Esplanade Riel qui enjambe la rivière Rouge et relie le quartier francophone de Saint-Boniface au quartier historique de la Fourche de Winnipeg.
Il a réalisé l'Église catholique romaine du Précieux-Sang (en) de 1967 à 1969.
En 1971, il réalisa un monument à la mémoire de Louis Riel, avec une statue de Marcien Lemay. La statue était en arrière de l'Assemblée législative du Manitoba. Elle est maintenant exposée à l'Université de Saint-Boniface, et ce depuis 1994 . La statue a été l'objet de controverse dans les deux lieux qu'elle a ornés .
Étienne Gaboury est membre de l'Académie royale des arts du Canada.

## Prix et distinctions
- Étienne Gaboury reçoit l'Ordre du Manitoba en 2012[6].
- Il est nommé, en juin 2010, membre de l'Ordre du Canada [7].
- En 2000, il a reçu le Prix Riel[8].
- En 1970, il reçoit la Manitoba Centenial Medal de la Société historique du Manitoba[6].